# Yūshun Kudō
Yūshun Kudō (工藤祐舜) ( 1887, Akita, Japón - 1932, Taipéi) fue un botánico y profesor japonés
En 1909, ingresa a la Universidad Imperial de Tokio, estudiando Botánica. En 1912, comienza su carrera de profesorado, como auxiliar en la "Universidad Imperial Taihoku". E investiga la flora de Hokkaido, y del norte de Kurils y de Sajalín, con su colega, el Profesor Miyabe Kingo.
Luego publica:
- Flora of the Island of Paramushir. J.Col.Agriculture, Hokkaido Imperial University. vol. 11. pt. 2. 1922
- Reporte de los Estudios Botánicos del Norte de Sakhalin
- Íconos de Árboles Forestales Esenciales de Hokkaido, con el profesor Miyabe Kingo durante 1921 a 1931

En 1923, completa su Ph.D. en la Universidad Imperial de Tokio, publicando su tesis Flora de Paramushir.
En 1928 fue el primer Profesor de Botánica Sistemática en la Facultad de Ciencia y Agricultura, y Director del Jardín botánico de la Universidad Imperial Taihoku.
En diciembre de 1929, establece el Herbario de la Universidad Nacional de Taiwán, colectando especímenes de las áreas montañosas y del sudoeste peninsular de Henchung, Taiwán. En China es conocido como Fu-Yuen.
Agrega:
- The vegetation of Yezo. 1925. Japanese Journal of Botany 292 pp.
- Labiatae de Japón y de China, 1929
- Kingo Miyabe; Yushun Kudo. Flora of Hokkaido and Saghalien, 1930. J.Fac.Agriculture, Hokkaido Imperial University, Sapporo, v. 26, pt. 1-4
- Reporte Anual del Jardín Botánico de Taihoku
- Plantas de Taiwán

Fallece de un ataque al corazón, y su familia dona sus colecciones de 22.317 especímenes, incluyendo 14.700 de 2.082 especies de Hokkaido, Norte de Kurils, Norte de Sajalín, al Herbario de la Universidad Imperial Taihoku.

## Honores

### Epónimos
- (Balanophoraceae) Balania kudoi (Yamam.) Yamam.[1]

- (Symplocaceae) Bobua kudoi (Mori) Nemoto[2]

Desde 1933, circula el journal «»Kudoa en su honor.
- La abreviatura «Kudō o Kudo» se emplea para indicar a Yūshun Kudō como autoridad en la descripción y clasificación científica de los vegetales.[3]